# Oreosyce
Oreosyce es un género con nueve especies de plantas con flores perteneciente a la familia Cucurbitaceae. 

## Especies seleccionadas
| - Oreosyce africana - Oreosyce aspera - Oreosyce bequaerti - Oreosyce holstii - Oreosyce kellerii | - Oreosyce parvifolia - Oreosyce subsericea - Oreosyce triangularis - Oreosyce villosa |